# یواس‌اس زاریفا (اس‌پی-۵۸۱)
یواس‌اس زاریفا (اس‌پی-۵۸۱) (به انگلیسی: USS Xarifa (SP-581)) یک کشتی بود که طول آن ۱۹۲ فوت (۵۹ متر) بود. این کشتی در سال ۱۸۹۶ ساخته شد.